# Pihani
Pihani là một thành phố và là nơi đặt ban đô thị (municipal board) của quận Hardoi thuộc bang Uttar Pradesh, Ấn Độ.

## Địa lý
Pihani có vị trí 27°38′B 80°12′Đ / 27,63°B 80,2°Đ Nó có độ cao trung bình là 141 mét (462 feet).

## Nhân khẩu
Theo điều tra dân số năm 2001 của Ấn Độ, Pihani có dân số 27.535 người. Phái nam chiếm 52% tổng số dân và phái nữ chiếm 48%. Pihani có tỷ lệ 46% biết đọc biết viết, thấp hơn tỷ lệ trung bình toàn quốc là 59,5%: tỷ lệ cho phái nam là 53%, và tỷ lệ cho phái nữ là 38%. Tại Pihani, 19% dân số nhỏ hơn 6 tuổi.